# Жолоби (Охтирський район)
Жолоби —  село в Україні, у Грунській сільській громаді Охтирського району Сумської області. Населення становить 31 осіб. Колишній орган місцевого самоврядування — Рибальська сільська рада.

## Географія
Село Жолоби знаходиться між річками Ворскла і Грунь (4-5 км). На відстані до 1 км розташовані села Шаповалівка і Рубани. Село складається з 2-х частин, рознесених на 1 км. До села примикає лісовий масив (дуб).

## Історія
12 червня 2020 року, відповідно до розпорядження Кабінету Міністрів України № 723-р «Про визначення адміністративних центрів та затвердження територій територіальних громад Сумської області», село увійшло до складу Грунської сільської громади.
19 липня 2020 року, в результаті адміністративно-територіальної реформи та ліквідації Охтирського району(1923-2020), громада увійшла до складу новоутвореного Охтирського району.

## Населення

### Мова
Розподіл населення за рідною мовою за даними перепису 2001 року:
| Мова       | Кількість | Відсоток |
| ---------- | --------- | -------- |
| українська | 31        | 100%     |

## Люди
В селі народився Курочка Анатолій Якович (1938—1985) — український радянський поет.

## Галерея

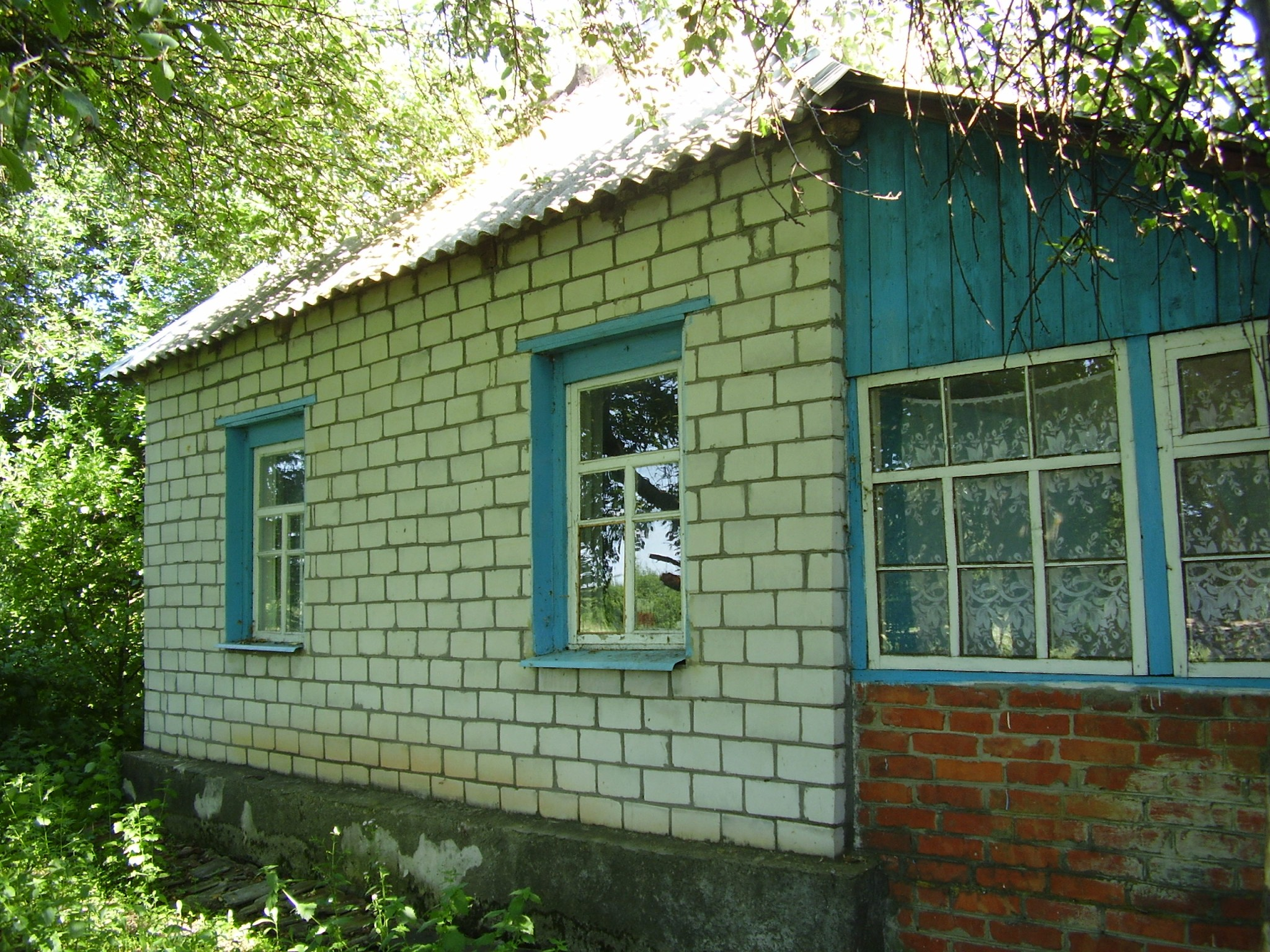
Хата
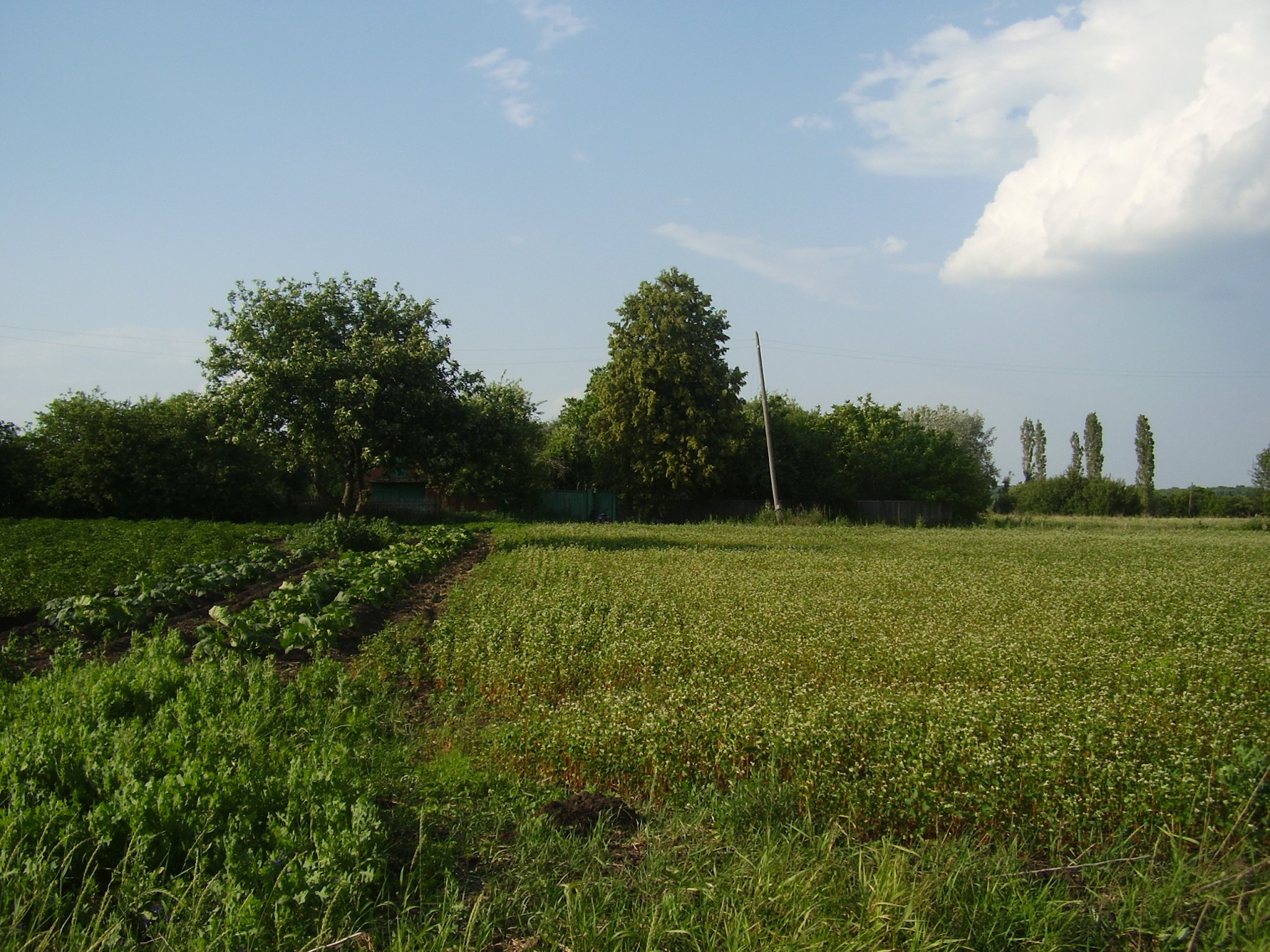
Город
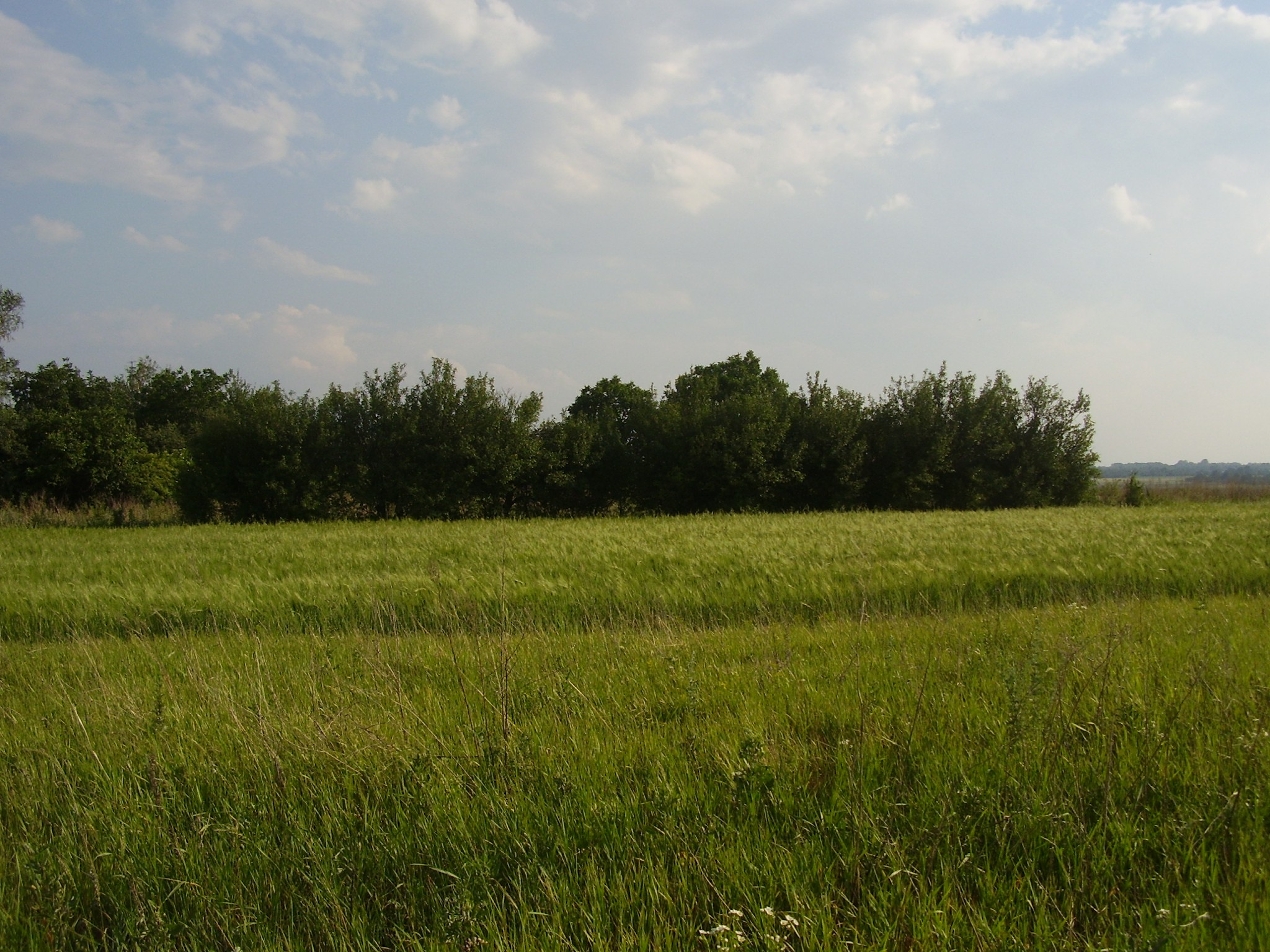
Краєвиди села